# Ádám Fischer (dirigent)
 For alternative betydninger, se Ádám Fischer. (Se også artikler, som begynder med Ádám Fischer)
Ádám Fischer (født 9. september 1949) er en ungarsk dirigent, der i Danmark er blevet kendt som en karismatisk og engageret leder af DR UnderholdningsOrkestret. Han er født i Budapest i en musikalsk familie, som blandt andet tæller bror Ivan Fischer, der grundlagde Budapest Festival Orkester og far Sandor Fischer, der dirigerede Budapests Radio Orkester.
Han har dirigeret alle de store orkestre i Chicago, London og Wien og i 2001 blev han hasteindkaldt til at dirigere ved Festspillene i Bayreuth i forbindelse med dirigenten Giuseppe Sinopolis pludselige død. 
Han har siden 1999 været chefdirigent for DR UnderholdningsOrkestret og sammen har de ikke mindst gjort indtryk med en række Mozart-opførelser og -indspilninger af international standard. 

## Diskografi
- 1987 Bela Bartok: Hertug Blåskægs Borg – CBS MK 44523
- 1989 Bela Bartok: Koncert for orkester – Nimbus NI 5229)
- 1989 Joseph Haydn: Symfoni nr. 93 – 104 "London Symfonier" – 5 CD Nimbus NI 5309)
- 1990 Bela Bartok: Dansesuite o.a. – Nimbus NI 5309
- 1992 Bela Bartok: Træprinsen, Musik for strengeinstrumenter o.a. – Nimbus NI 5309
- 2002 Gustav Mahler: Des Knaben Wunderhorn (med Bo Skovhus) – DR DRS1
- 2002 Joseph Haydn: Symphonies 1-104 –  33 CD  Brilliant 99925
- 2002 W.A. Mozart: Lucio Silla, opera (med DR-RUO) – DR DRS2
- 2003 The Salieri Album (med Cecilia Bartoli) – Decca 475100-2
- 2003 W.A. Mozart: Il re pastore, opera (med DR-RUO) – DR DRS4
- 2005 W.A. Mozart: Idomeneo, opera (med DR-RUO) – DRS 5
- 2006 Maria. (Cecilia Bartoli solo album) – Decca 47590774
- 2006 W.A. Mozart: Symphonies vol. 5 (Symfoni nr. 15-18 med DR-RUO) – Dacapo 6220540
- 2007 W.A. Mozart: Symphonies vol. 6 (Symfoni nr. 19-21 med DR-RUO) – Dacapo 6220541
- 2013 W.A. Mozart: 45 Symphonies (komplette symfonier med DR-RUO) – 12 CD Dacapo 8201201

1. ↑  Navnet er anført på engelsk og stammer fra Wikidata hvor navnet endnu ikke findes på dansk.